# 森林戰士
《森林戰士》（英語：Epic）是一部於2013年上映的美國動畫電影，由《冰原歷險記》和《機器人歷險記》的導演克里斯·韦奇執導。劇情改編自威廉·喬依斯的兒童小說《树叶人和勇敢的小虫》改編而成。

## 劇情
女孩MK（亞曼達·塞佛瑞配音）的科學家父親常告訴她，世上存在著另一個精靈國度，有一群人一直在保護著綠色生態平衡，不要因為沒看見，就認為他們不存在。當她無意中闖進森林遇見受難的森林皇后泰拉（碧昂絲·諾利斯配音），突然被交付一項重責大任—守護延續森林命脈的花苞。
當MK進入這個神秘的小宇宙，見到叛逆的樹葉人納德（喬許·哈契森配音）、會說話的毛毛蟲尼姆（史蒂芬·泰勒配音）、保護森林的樹葉人、蒲公英仙子、搞笑的蝸牛摩布與蛞蝓咕嚕布，以及癩蛤蟆布孚（饒舌創作歌手嘻哈鬥牛梗配音），這才發現父親長久以來追尋的都是真實存在的。
眼看著大地之母將被以曼瑞克（克里斯多夫·華茲配音）為首的邪惡勢力摧毀，MK為了保衛這個奇幻世界與自己的家園，必須運用智慧結合以羅尼為領袖的森林戰士（柯林·法洛配音）與納德的力量，以及他們各自擁有的可愛詼諧天性，才能化解危機。挺身而出的MK與這群有趣又勇敢的森林戰士們，如何拯救世界倖免於難？
《森林戰士》延續藍天工作室的「星光傳統」，除了邀請到美國流行天后碧昂絲為森林皇后泰拉配音，這也是她首度為動畫電影獻聲，而碧昂絲也特別為這部電影量身打造名為【RISE UP】（意為崛起）的主題曲。此外，製作團隊也邀請到史密斯飛船搖滾巨星史蒂芬·泰勒變聲成為毛毛蟲尼姆，這隻有著六隻手、四隻腿，穿著騷包花西裝的毛毛蟲大叔，雖有過人的智慧與正義感，卻玩世不恭喜歡唱歌開派對，導演克里斯·維傑表示，史蒂芬的聲音與尼姆特質相符，都擁有愛玩又有活力的特性。克里斯·維傑導演更善加利用史帝芬泰勒的好歌喉，特地設計毛毛蟲尼姆以唱歌方式登場。

## 配音員
| 配音              | 配音   | 角色                                             |
| 美國              | 台灣   | 角色                                             |
| ----------------- | ------ | ------------------------------------------------ |
| 科林·法雷尔       | 王希華 | 羅尼（Ronin）                                    |
| 喬許·哈卻森       | 馬國堯 | 納德（Nod）                                      |
| 阿曼達·西耶弗里德 | 曾允凡 | 瑪凱/瑪麗·凱薩琳（Mary Katherine (a.k.a. M.K.)） |
| 克里斯托弗·瓦尔兹 | 宋克軍 | 曼瑞克（Mandrake）                               |
| 阿茲·安薩里       | 謝炘昊 | 蛞蝓（Mub）                                      |
| 克里斯·奥多德     | 陳秉立 | 蝸牛（Grub）                                     |
| 皮普保罗          | 陳國偉 | 蟾蜍（Bufo）                                     |
| 傑森·蘇戴西斯     | 夏治世 | 教授（Professor Radcliffe）                      |
| 史蒂芬·泰勒       | 符爽   | 尼姆（Nim Galuu）                                |
| 碧昂絲            | 劉家渝 | 塔拉女王（Queen Tara）                           |
| 布雷克·安德森     |        | 达格达（Dagda）                                  |
| 朱達·菲德蘭德     | 陳國偉 | 阿瑞（Larry The Taxi Driver）                    |

## 評價
爛番茄新鮮度64%，基於119條評論，平均分為5.9/10，而在Metacritic上得到52分，代表「普遍不佳」，IMDB上得6.7分，評價多為正面。

## 外部連結
- 官方网站（英文）
- Yahoo奇摩電影上《森林戰士》的資料（繁體中文）
- 開眼電影網上《森林戰士》的資料（繁體中文）
- 豆瓣电影上《森林戰士》的資料 （简体中文）
- 时光网上《森林戰士》的資料（简体中文）
- AllMovie上的资料（英文）
- 爛番茄上的資料（英文）
- Box Office Mojo上的資料（英文）
- Metacritic上的資料（英文）
- 互联网电影数据库（IMDb）上的资料（英文）